# Fegea (demo)
Fegea (in greco antico: Φηγαία?, Phegáia) era il nome di un demo collocato sulla costa orientale dell'Attica.
Probabilmente Fegea sorgeva al posto delle attuali Draphi o Ierotsakuli; Traill è più propenso alla seconda ipotesi, dato che ritiene che il territorio di Draphi sia troppo piccolo per ospitare un demo con tre buleuti.
Il demo ospitava il culto di Eracle e dei Dioscuri, dato che sono state recuperate iscrizioni che, come si usava nei riti dell'antichità, affermano che tali divinità possiedono proprietà a Fegea.
A lungo si è pensato che Fegea non fosse un demo a sé stante ma un semplice villaggio (in greco antico: κώμη?, kóme) della tribù Pandionide; tuttavia attualmente si pensa che questa ipotesi sia poco probabile e che derivi dalla presenza di una località denominata Fegeo, all'interno del demo di Stiria, collocata vicino ad Ale Arafenide e Braurone, come afferma Stefano di Bisanzio.